# Vino de altura

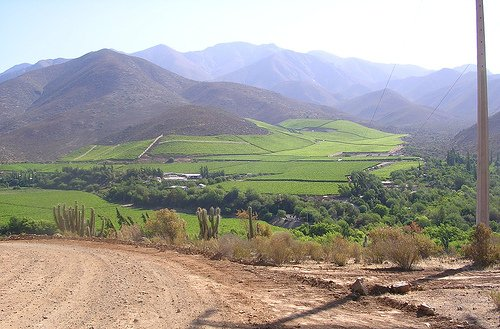
Viñedo chileno de Fundo el Peñón, municipio de Monte Patria en el valle del Limarí.

El vino de montaña o vino de altura es aquel cuya producción, es decir, cultivo y envejecimiento, se da en tierras elevadas superiores a los 800 metros sobre el nivel del mar (m s. n. m.), lo cual constituyó durante mucho tiempo una anomalía ampelográfica, ya que las vides (Vitis spp.) es una planta cuya altitud favorable se encuentran entre el nivel del mar y los 600 m s. n. m., incluidas las variedades más resistentes. Sin embargo, los viticultores de determinadas regiones montañosas han sabido seleccionar las vides y adaptarlas a altitudes mucho mayores. Así encontramos la vid en las zonas montañosas de Argentina, Chile, Francia, Italia o Suiza, entre otros países.
De hecho, ya no existe un límite legal de altitud, pues se determina de acuerdo con las condiciones climáticas y geográficas de cada región. Las áreas montañosas, sin embargo, al haber sido durante mucho tiempo un entorno natural poco propicio para la elaboración de vinos de calidad, resaltar esta característica suele perjudicar al producto en términos de márketing, y no aporta valor añadido. Por ello, las regiones montañosas tienden a no promocionar demasiado este aspecto, a pesar de la realidad cualitativa que supone.

## Características
En época reciente se reconoció que los vinos envejecidos a mayor altitud aumentan en calidad, aunque esta característica aún no se ha estudiado científicamente. Ciertamente hay varias razones para pensar en ello, pues parece que la vinificación y la crianza en altura, debido a una menor presión atmosférica, dan al vino unas condiciones únicas para su elaboración.
En un análisis para medir la influencia de la altitud en el racimo, la reserva de vino de una misma producción de Saboya (también de Burdeos, Champaña, Languedoc y Loira), se dividieron en tres grupos y se almacenaron de quince meses a diecisiete años en tres alturas diferentes: en el valle, a 1.500 m y a 2.300 m en Val Thorens. La cata confirmó los beneficios de la altitud en todos los vinos, haciéndolos más densos, largos y armoniosos. Envejecieron mejor y más rápido, y las características de su terroir original se han ampliado, ciertamente debido a la combinación de tres elementos:
- Una tasa de humedad promedio del 13% a gran altura, mientras que en el valle es del 70%.
- Una presión atmosférica más baja.
- Una tasa de oxigenación más baja.

## Países productores

### Argentina
La gran mayoría de los viñedos argentinos se encuentran entre los 800 y los 1.700 m. En algunas zonas hay cepas que sobreviven hasta 2.500 m, abastecidas de agua por ingeniosos sistemas de riego compuestos por canales y estanques.
Algunos de los viñedos a mayor altura son los de Uraqui Wines (a 2750 y 3329 metros) y los de Bodega Colomé (a 3111 metros).

### Cabo verde
La viticultura de Cabo Verde es una de las más cercanas al ecuador en el hemisferio norte. Está confinado en la isla de Fogo, en la caldera de Chã das Caldeiras, al pie del Pico do Fogo, un estratovolcán cuya última erupción tuvo lugar en 1995. Es una viticultura joven que tiene solo 120 años de tradición. Los primeros vinos se elaboraron para exportarse a Brasil y a Guinea-Bisáu, que entonces era una colonia portuguesa como Cabo Verde. El etiquetado de los vinos Chã (etiqueta roja) es elaborado por la Associação dos Agricultores de Chã con la ayuda de la Unión Europea. Se comercializa con el nombre de Vinho de Fogo. Casi todo el viñedo se encuentra en el centro de la isla de Fogo, en la caldera de Pico do Fogo, el punto más alto de Cabo Verde con una altitud de 2.829 m.
Los viñedos de Chã das Caldeiras abarcan los municipios de Achada Grande, Relva, Monte Lorna, Montinho, Bangaeira, Portela, Fernão Gomes, Forno, Pé de Pico, Penedo Rachado, Ilhéu de Losna y Cova Tina. Las variedades de uva utilizadas son moscatel blanco y preta tradicional de Setúbal.

### Chile

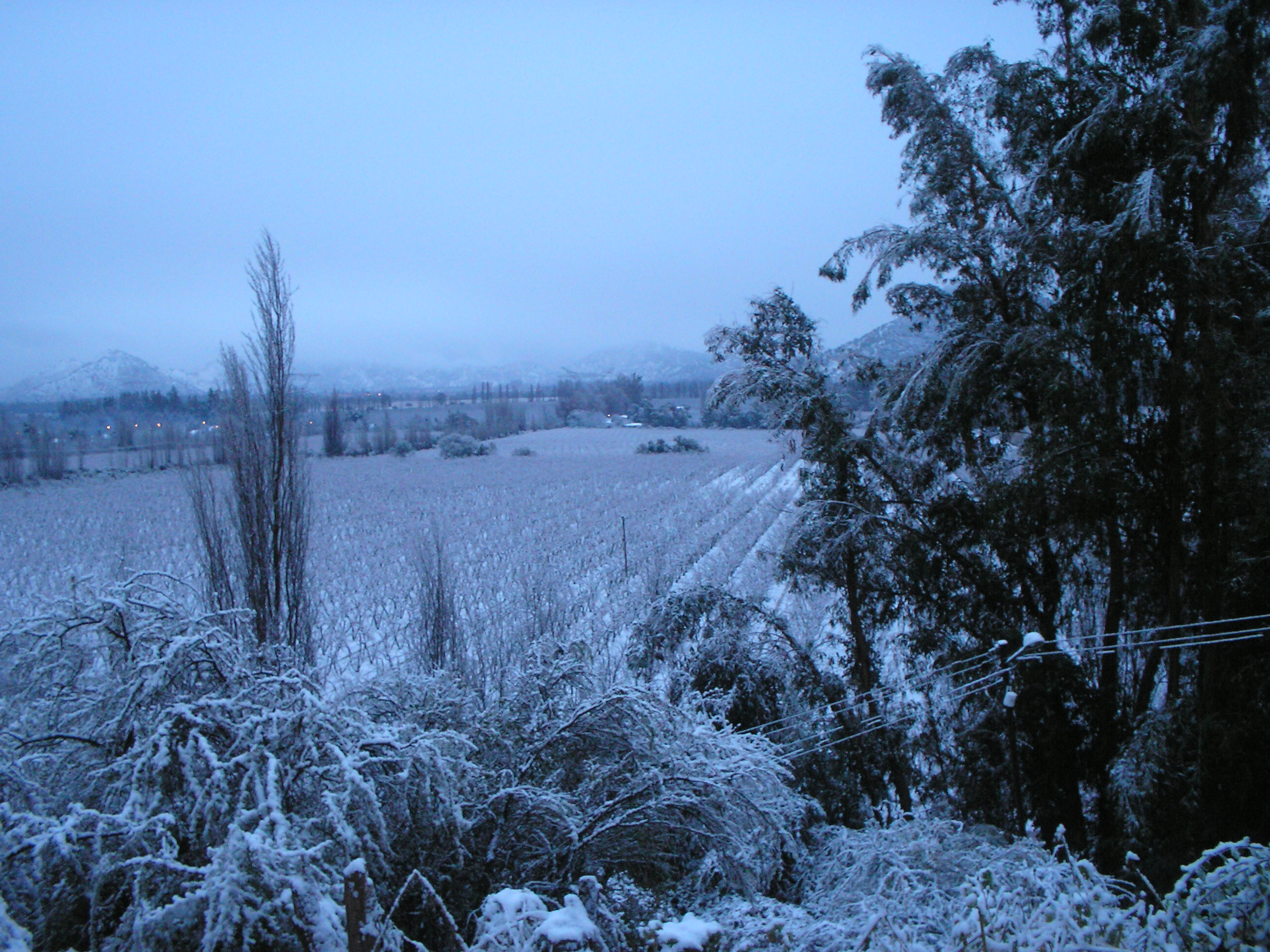
Los viñedos andinos de Chile sufriendo una helada.

La producción de vino en Chile se realiza principalmente en el Valle Central, una región bordeada por dos cordilleras, atravesadas por numerosos ríos, como el Aconcagua, el Maipo, el Cachapoal, el Tinguiririca, el Teno, el Lontué, el Loncomilla o el Maule, y se extiende más de 80 km al norte y 350  km al sur de la capital, Santiago.

### Francia
En Francia, los vinos de montaña (vin de montagne) se encuentran principalmente en la zona de los Alpes, y en menor medida en el Rosellón. Los viñedos alpinos se subdividen en los de Saboya (Vignoble de Savoie) al norte, los de Die (Diois) en el centro, y los de Altos Alpes al sur. Fuera de la Francia metropolitana, se puede encontrar un vino de montaña en la isla de La Reunión, en el océano índico.

#### Altos Alpes
Desde el Medievo, tanto el arzobispado de Embrun como la abadía de Boscodon tenían viñedos en las laderas de Remollon y Saint-André-d'Embrun. Los arzobispos descubrieron que, a pesar de su altura, se podía producir vino en Châteauroux-les-Alpes gracias al terruño y a una exposición al sol privilegiada, protegida de los vientos del norte.
La crisis de la filoxera llegó al departamento de Altos Alpes en 1908, subiendo hasta el valle alto del río Duranza. Puso fin a la viticultura de alta montaña. Sin embargo, el cultivo de la vid había sido importante allí, como lo demuestran las numerosas instalaciones vinculadas a su explotación, incluso en lugares tan improbables como L'Argentière-la-Bessée, donde se encuentra el Cellier de la maison Planche, un ejemplo único que ha conservado todo su equipamiento en su totalidad, incluido su raro banco de prensa que se encuentra en su primer nivel. Saint-Martin-de-Queyrières se encuentra entre los 1.050 y 1.300 m s. n. m. y, aunque sus viñedos se abandonaron tras la filoxera, fueron rehabilitados en la década de 2000 por una asociación que se comprometió a replantar y cultivar la vid, así como a la restauración de las terrazas, la prensa y la bodega.
Actualmente, hay un resurgimiento de la vitivinicultura ya que 577 productores están declarando la vendimia, casi todos agrupados en la bodega cooperativa de Valserres (la única cooperativa del departamento), dos fincas vinifican en Théus, una en Tallard, uno en Remollon y otros dos en Embrun, viñedos que se encuentran entre 800 y 1000 msnm.

#### Saboya

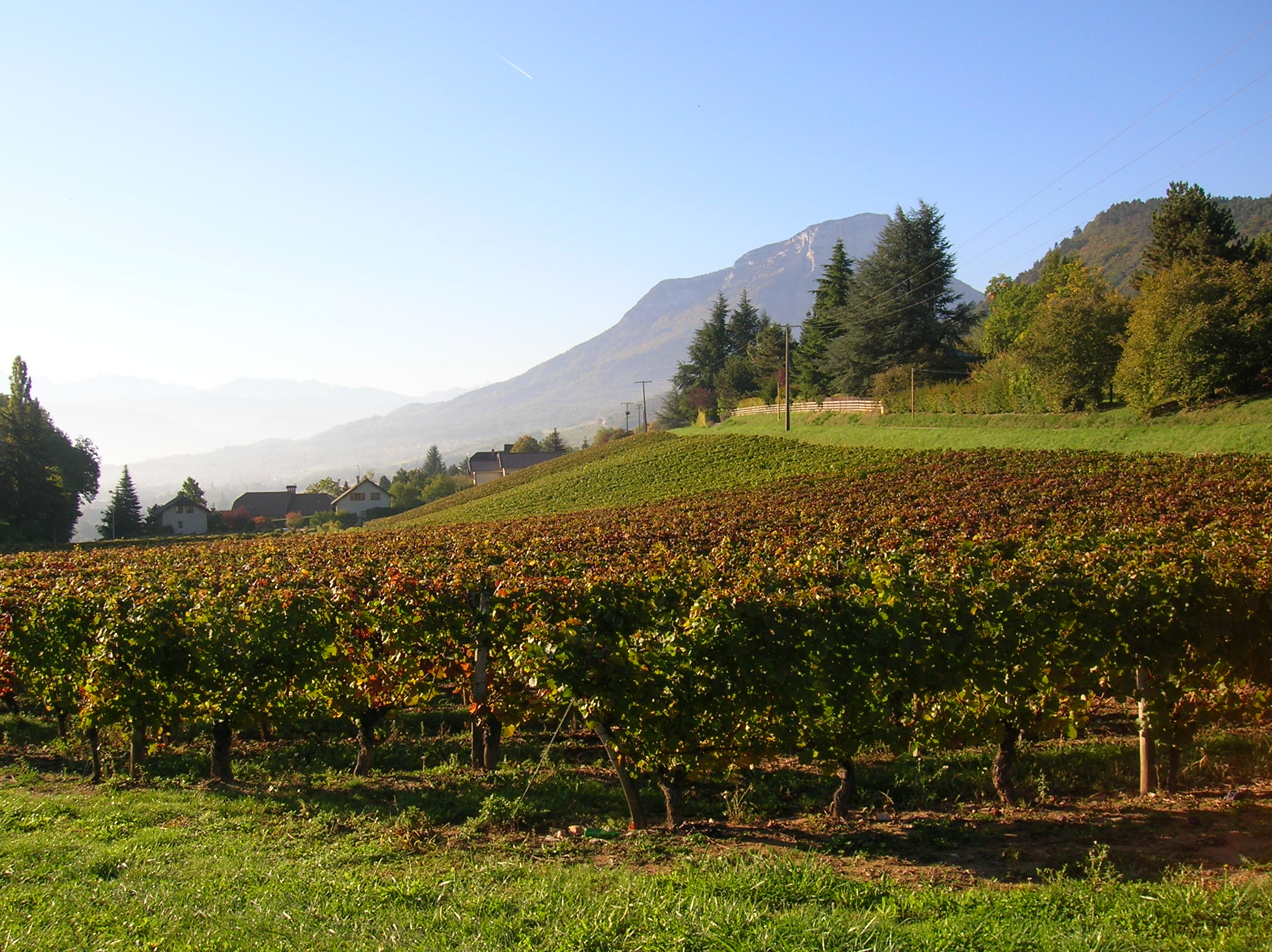
Viñedo en Saint-Baldoph, en los Alpes franceses.

En el siglo I, los celtas que poblaron la actual Saboya seleccionaron las uvas capaces de soportar el clima alpino, de Vitis allobrogica. El escritor romano Columella lo calificaría como vinum picatum ('vino pringoso').
La expansión de los viñedos se daría entre los siglos XVI y XVIII en las laderas más soleadas de la sierra. Para prevenir las heladas, las vides se podaban en altivo o espaldera para que los primeros racimos estuviesen a 1.50-2 m del suelo. Esta condición duró hasta la aparición de la filoxera en el siglo XIX, aunque aún quedan ciertos viñedos de uva gamay en altiva en Chautagne.

#### La Reunión
El vino de Cilaos se produce entre los 800 y los 1.200 m en la isla de la Reunión, departamento de ultramar francés. La vid fue introducida en 1665, cuando se da la colonización francesa de la isla, sin embargo se limitaba a las tierras bajas, Saint-Paul y Saint-Denis, y no sería hasta el siglo XIX que la viticultura sube a las montañas gracias a la introducción de la variedad Isabelle, la cual era más resistente pero de peor calidad. En 1975 se prohíbe esta variedad, y en la actualidad, la marca Vin de Cilaos comprende variedades nobles de uva, que son: dos variedades tintas, Pinot Noir y Malbec, y una variedad blanca, Chenin.

### Italia

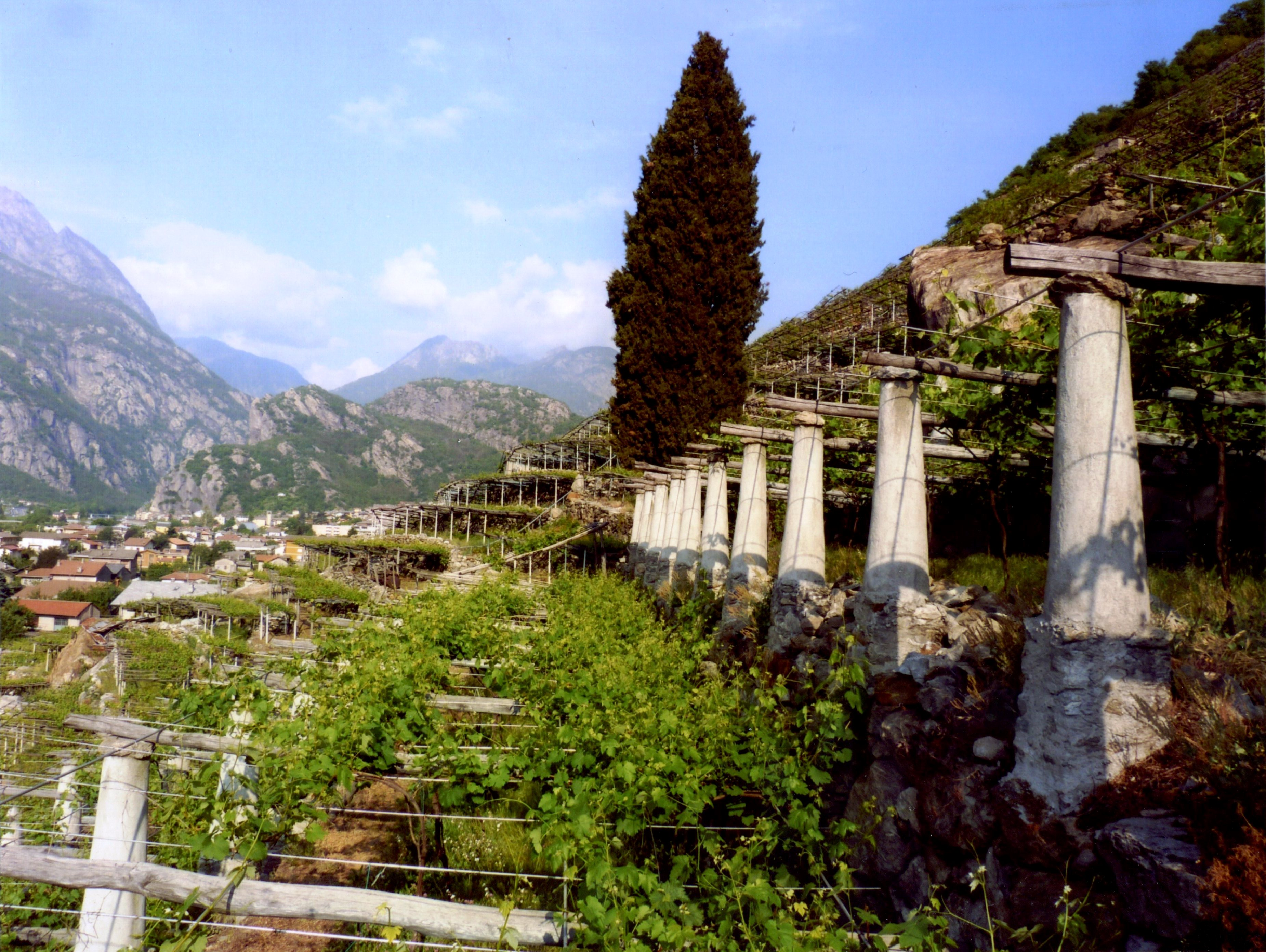
Viñedos en terraza en Donnas, Valle de Aosta (Alpes italianos)

El viñedo italiano del Valle de Aosta produce vinos con denominación de origen DOC desde 30 de julio de 1985. Solo los vinos cosechados dentro de la zona definida por el decreto tienen derecho a la DOC. Los viñedos autorizados se encuentran en los municipios de Aosta, Arnad, Arvier, Avise, Aymavilles, Bard, Brissogne, Challand-Saint-Victor, Chambave, Champdepraz, Charvensod, Châtillon, Donnas, Fénis, Gressan, Hône, Introd, Issogne, Jovençan, La Salle, Montjovet, Morgex, Nus, Perloz, Pollein, Pontey, Pont-Saint-Martin, Quart, Saint-Christophe, Saint-Denis, Saint-Nicolas, Saint-Vincent, Sarre, Verrayes, Verrès y Villeneuve.
Actualmente, la denominación de Valle de Aosta se subdivide en siete subdenominaciones geográficas y nueve subdenominaciones según la variedad de uva. Las denominaciones geográficas son: Valle de Aosta Arnad-Montjovet, Valle de Aosta Arnad-Montjovet supérieur, Valle de Aosta Blanc de Morgex y La Salle, Valle de Aosta Chambave Muscat, Valle de Aosta Chambave Muscat flétri, Vallee d'Aoste Chambave rouge, Valle de Aosta Enfer d'Arvier.

### Liechtenstein
La vitivinicultura de Liechtenstein, situada en el corazón de los Alpes en un clima continental, la convierte en la región vinícola más pequeña a nivel mundial. Supo desarrollarse gracias a un viñedo que ocupaba pendientes pronunciadas de hasta el 50%, en forma de anfiteatro y orientado hacia el sur. A pesar de las gélidas condiciones, estos pocos acres de viñedos dominados por los Alpes nevados, según cifras de Naciones Unidas, producen 800 hectolitros de vino al año.
Las variedades de uva más cultivadas son Chardonnay, Riesling × Sylvaner y Gewürztraminer blanco, Blauburgunder, Zweigelt y Blaufränkisch tinto. La variedad de uva Pinot Noir (Blauburgunder) fue introducida por el duque de Rohan (1579 - 1638) quien animó a los viticultores del señorío de los Grisones a cultivarla. El viñedo más alto del principado se encuentra en el municipio de Triesenberg, a 850 m s. n. m., donde la vid crece gracias a la variedad francesa Léon Millot.

### Suiza
El viñedo de Valais está conformado por 5.259 ha de viñedos en el cantón del Valais, y se trata del viñedo más grande de Suiza. La mayoría de sus viñas están plantadas en la margen derecha del valle del Ródano en un área de 120 km de largo que se extiende desde Martigny hasta Leuk. Allí se cultivan más de 50 variedades de uva diferentes a una altitud que varía entre los 450 y los 800 m s. n. m., con la excepción del viñedo de Visperterminen, situado a más de 1000 m. El arduo trabajo de sus viticultores, combinado con un microclima que proporciona las condiciones favorables, así como la legislación cantonal restrictiva, permiten que los vinos de Valais sean distinguidos regularmente en los principales concursos internacionales.
Los AOC de Valais son: Ardon, Ayent, Chamoson, Conthey, Fully, Grimisuat, Lens, Les Coteaux de Sierre, Miège, Saillon, Salquenen, Savièse, Saxon, Sion, Varen, Venthône y Vétroz.

## Eventos
En Courmayeur, en el valle italiano de Aosta, se celebra anualmente el Concours International des Vins de Montagne, una exposición internacional de vinos montanos, única en su género y que reúne a más de quinientos vinos participantes en el certamen.